# Phạm Gia Kỷ
Phạm Gia Kỷ (chữ Nho: 范嘉紀, sinh năm 1797, không rõ năm mất) là một nhà toán học thời Nguyễn, giữ chức Sơn Tây Bố chánh sứ, tác giả của cuốn Đại thành toán học chỉ minh (大成 算學 指明).

## Đại thành toán học chỉ minh
Tác giả cuốn sách là Phạm Gia Kỷ, và được Tư nghiệp Quốc Tử Giám Phạm Gia Chuyên (范嘉, sinh năm 1791, đỗ tiến sĩ 進士 năm 1832, mất 1862) hiệu đính. Cuốn sách lưu giữ trong thư viện Hán Nôm được viết tay cẩn thận không có bìa, tuy nhiên tên cuốn sách và tên người biên soạn ở ngay trang đầu của sách. Năm biên soạn không được chỉ rõ.
Cuốn sách chứa 20 mục nhỏ, một số mục khớp với cuốn sách kinh điển Trung Hoa Cửu chương toán thuật. Thí dụ, mục 16 trình bày phương pháp vị trí sai kép. Nhưng một số phần khác có nhiều sự khác biệt.
Mục 1 của sách được mở đầu với tên gọi Toán hình sáu mặt (lục phương): tính thể tích các khối đa diện sáu mặt (khối lập phương, khối hộp chữ nhật, khố lăng trụ, khối lăng trụ lệch,...), được phân loại 15 dạng khác nhau, là điều hoàn toàn không có trong các sách toán Trung Quốc. Một số bài có tính toán khá phức tạp, thí dụ trong trang 7a có bài toán tình thể tích hình lăng trụ lệch:
Nay đắp đê một đoạn, trên rộng 6 thước, dài 1 trượng 5 thước; dưới rộng 1 truợng 4 thuớc, dài 2 trượng 7 thuớc, cao 1 trượng 4 thước. (Hỏi) tích đất ngần nào?
Để giải được bài toán cần áp dụng công thức tính thể tích{\displaystyle V=\left[\left(2a_{1}+a_{2}\right)b_{1}+\left(2a_{2}+a_{1}\right)b_{2}\right]{\frac {h}{6}},}ở đây  {\displaystyle a_{1},b_{1},a_{2},b_{2}} tương ứng với chiều dài, chiều rộng của mặt dưới và mặt trên, {\displaystyle h} là chiều cao hình lăng trụ lệch. Trong bài ta áp dụng công thức này với {\displaystyle a_{2}=15,b_{2}=6,a_{1}=27,b_{1}=14,h=14}  (thước), ta được{\displaystyle {\begin{aligned}V=&[(2\times 15+27)\times 6+(2\times 27+15)\times 14]:6\times 14\\=&3052{\text{ thước khối.}}\end{aligned}}}Trong sách có các bài toán trình bày dưới dạng thơ ca. Thí dụ như bài toán sau ở trang 52a liên quan đến bài toán tìm bội số chung nhỏ nhất của ba số 3, 5, 7
Đây Trương gia tam nũ hiếu thuận
Quy ninh bất đạn cần lao
Đông thôn đại nũ cách tam triêu
Ngũ nhật Tây thôn nũ đáo
Tiểu nũ Nam hương vọng viễn
Y nhiên thất nhật nhất tao
Hà thời tề chi ẩm thuần lao
Thinh vấn toán ông hồi báo.
Dịch nghĩa:
Họ Trương ba gái hiếu thuận
Về thăm không ngại cần lao
Gái cả thôn Đông cách ba sáng
Năm ngày gái thôn Tây đến
Gái út quê Nam ngóng xa
Cũng vậy bảy ngày một gặp
Lúc nào cùng tới uống rượu nồng
Xin hỏi ông toán trả lời.